# Adolf E. Hofmeister
Adolf E. Hofmeister (* 17. Dezember 1943 in Greifswald) ist ein deutscher Historiker und Archivar. Seine Arbeitsschwerpunkte waren die Geschichte Bremens und die ältere Landesgeschichte Niedersachsens.

## Leben
Im Jahr 1975 legte Hofmeister an der Philosophischen Fakultät der Georg-August-Universität Göttingen seine Dissertation unter dem Titel Die Stader Elbmarschen vor der Kolonisation vor. Von 1977 bis 2008 arbeitete er als Archivar am Staatsarchiv Bremen, von 2000 bis 2003 war er kommissarisch dessen Direktor.

## Publikationen
- Besiedlung und Verfassung der Stader Elbmarschen im Mittelalter. Teil 1: Die Stader Elbmarschen vor der Kolonisation des 12. Jahrhunderts (= Veröffentlichungen des Instituts für Historische Landesforschung der Universität Göttingen, Bd. 12). Hrsg.: Institut für Historische Landesforschung. Lax, Hildesheim 1979, ISBN 978-3-7848-3642-3.
- als Bearbeiter: Begegnungen mit Wilhelm Kaisen. Dokumentation. Hrsg.: Hartmut Müller. Hauschild, Bremen 1980, ISBN 978-3-920699-33-2.
- Besiedlung und Verfassung der Stader Elbmarschen im Mittelalter. Teil 2: Die Hollerkolonisation und die Landesgemeinden Land Kehdingen und Altes Land (= Veröffentlichungen des Instituts für Historische Landesforschung der Universität Göttingen, Bd. 14), Lax, Hildesheim 1981, ISBN 978-3-7848-3644-7.
- mit Andreas Röpcke: Seehausen und Hasenbüren im Mittelalter. Bauer und Herrschaft im Bremer Vieland. Mit einer Quellensammlung. (= Veröffentlichungen aus dem Staatsarchiv der Freien Hansestadt Bremen, Bd. 54), Staatsarchiv Bremen, Bremen 1987, ISBN 978-3-925729-11-9.
- 500 Jahre gotischer Dom zu Verden. Dokumente zu einer Geschichte des Verdener Domes. Begleitheft zur Ausstellung im Verdener Heimatmuseum vom 26.9. – 14.10.1990. Kirchenvorstand der Domgemeinde Verden, Verden 1990.
- als Herausgeber: Beiträge zur bremischen Geschichte. Festschrift für Hartmut Müller. Aufsatzsammlung. Staatsarchiv Bremen, Bremen 1998, ISBN 978-3-925729-26-3 (= Veröffentlichungen aus dem Staatsarchiv der Freien Hansestadt Bremen, Bd. 62).
- als Herausgeber: Kirche – Kaufmann – Kabeljau. 1000 Jahre Bremer Islandfahrt. Aufsatzsammlung. [Begleitbuch zur Ausstellung in Reykjavík und Bremen im Jahre 2000] = Klerkar - kaupmenn - karfamið / [hrsg. von der Deutsch-Isländischen Gesellschaft Bremerhaven/Bremen. Mit Beiträgen von Anja Benscheidt u. a.; Übersetzungen: Franz Gíslason; Redaktion: Adolf E. Hofmeister und Alfred Löhr], Staatsarchiv Bremen, Bremen 2000, ISBN 978-3-925729-29-4 (= Kleine Schriften des Staatsarchivs Bremen, Heft 30).
- als Herausgeber mit Konrad Elmshäuser: 700 Jahre Bremer Recht. 1303–2003. Staatsarchiv Bremen, Bremen 2003 (= Veröffentlichungen aus dem Staatsarchiv der Freien Hansestadt Bremen, Band 66).